# Visual Radio
Visual Radio è, da una parte, una tecnologia per telefonini che permette di vedere contenuti speciali (come ad esempio il titolo della canzone e il nome dell'autore) nel corso della messa in onda (il servizio Visual Radio sviluppato da Nokia e da Samsung attualmente non è disponibile sul territorio nazionale italiano); dall'altra è un modello evolutivo radiofonico che vede la declinazione di contenuti visual associati ad un programma radiofonico su diverse piattaforme (IP, Digitale Televisivo Terrestre, satellite, smart tv). Il più importante esempio di declinazione visual radio di un contenuto radiofonico è quello di RTL 102.5, denominato "Radiovisione", adottato sin dalla fine del secolo scorso.

## Caratteristiche
Nel caso della tecnologia Nokia e Samsung, il modello Visual Radio permette di sintonizzarsi su una radio abilitata Visual Radio e di avere accesso ad una vasta gamma di nuovi servizi, mentre si continua ad ascoltare la  radio FM standard. Si possono ricevere informazioni dettagliate su qualsiasi canzone in onda, incluse le informazioni sui prossimi tour e pettegolezzi.
È possibile controllare le previsioni meteorologiche sulle mappe o i risultati sportivi, partecipare alle competizioni e rimanere aggiornato su tutte le notizie. Sintonizzandosi su un talk show, si può anche, ad esempio, vedere cosa è stato discusso e quali saranno i prossimi argomenti. Tutto disponibile mentre la musica accompagna.
Le applicazioni di Visual Radio sono pre-installate nei telefoni Nokia e Samsung compatibili (il servizio deve essere supportato dagli operatori e dalla radio emittente).
Nel caso del modello Visual Radio come nuova frontiera dello sviluppo radiofonico, l'Italia è considerata all'avanguardia, con il maggior numero di stazioni radio FM che sono approdate con varie formule sul digitale televisivo terrestre (solo audio, audiografica, visual radio in senso pieno).

## Telefoni compatibili
I telefonini che includono Visual Radio sono: 

### Nokia
3120, 3230, 3250, 5200, 5300, 5310, 5310, 5320, 5700, 6111, 6120, 6125, 6151, 6230i, 6270, 6280, 6288, 6630, 7370, 7710, E51, E63, E71, N70, N71, N72, N73, N76, N78, N80, N82, N91, N92, N95

### Samsung
S3310, SGH-U600